# Magnesi acetat
Magnesi acetat khan là một hợp chất có công thức hóa học Mg(C2H3O2)2. Nó thường ngậm 4 phân tử nước và có công thức Mg(CH3COO)2 • 4H2O. Trong hợp chất này magnesi có trạng thái oxy hóa 2+. Đây là muối magnesi của acid acetic. Chất này hay chảy nước và khi bị nung nóng, nó phân hủy thành magnesi oxide. Magnesi acetat thường được sử dụng làm nguồn magnesi trong các phản ứng sinh học.

## Tính chất vật lý
Magnesi acetat tồn tại dưới dạng tinh thể hút ẩm màu trắng. Nó có mùi giống như acid acetic và hòa tan trong nước. Khi hòa tan trong dung dịch nước, độ pH của nó sẽ có tính kiềm.

## Lưu trữ
Do chất này rất hút ẩm, nó phải được lưu trữ cách xa nước. Nó cũng không tương thích với các chất oxy hóa mạnh và không nên trộn lẫn chúng với nhau.

## Tổng hợp
Magnesi acetat được tổng hợp từ phản ứng của magnesi hydroxide với acid acetic.
2 CH3COOH + Mg(OH)2 → (CH3COO)2Mg + 2 H2O
Magnesi cacbonat lơ lửng trong nước cất phản ứng với dung dịch 20% acid acetic.
2 CH3COOH + MgCO3 → Mg(CH3COO)2 + CO2 + H2O
Phản ứng giữa magnesi kim loại với acid acetic hòa tan trong benzen khô nitơ tạo ra magnesi acetat cùng với việc giải phóng một khí, có thể là hydro.
Mg +2 CH3COOH → Mg(CH3COO)2 + H2

## Ứng dụng
Vào năm 1881, Charles Clamond đã phát minh ra giỏ Clamond, một trong những loại đèn măng-sông hiệu quả đầu tiên. Các chất được sử dụng trong sáng chế này bao gồm magnesi acetat, magnesi hydroxide và nước.
Magnesi acetat thường được sử dụng làm nguồn magnesi hoặc nguồn ion acetat trong các thí nghiệm hóa học. Một ví dụ của điều này là khi magnesi acetat và magnesi nitrat được sử dụng để thực hiện mô phỏng động lực học phân tử và đo điện thế bề mặt. Trong thí nghiệm, các tác giả nhận thấy rằng acetat có ái lực mạnh hơn đối với bề mặt so với ion nitrat và Mg2+ bị đẩy ra khỏi nhiễu không khí / chất lỏng. Họ cũng nhận thấy Mg2+ có khuynh hướng gắn kết với ion acetat hơn so với ion nitrat.

## An toàn
Magnesi acetat là một hợp chất tương đối an toàn và đã được đánh giá nguy hiểm sức khoẻ bằng không. Tuy nhiên, nó luôn phải được xử lý bằng găng tay và kính an toàn. Nếu chất này bị dính vào mắt, vào da, hoặc nuốt phải, hoặc hít vào sẽ gây kích ứng ở các vùng tương ứng: mắt, da, hệ tiêu hóa, và phổi.